# Kevin James (aktor)
Kevin James, właśc. Kevin George Knipfing (ur. 26 kwietnia 1965 w Mineola) – amerykański aktor, komik, producent i scenarzysta. Największą popularność zdobył grając rolę Douga Heffernana w sitcomie CBS Diabli nadali.

## Życiorys

### Wczesne lata
Urodził się w Mineola, dorastał w Stony Brook, jest drugim synem Janet i Josepha Valentine Knipfing Jr.. Jego rodzina była pochodzenia niemieckiego, żydowskiego i włoskiego. James ma dwójkę rodzeństwa: komika i aktora Gary’ego Valentine’a i siostrę Leslie. On i jego rodzeństwo są katolikami. James jest absolwentem szkoły publicznej Ward Melville High School, uczęszczał również do Cortland University.

### Kariera
W 1989 roku rozpoczął karierę jako stand-uper, występując w wielu popularnych programach telewizyjnych, takich jak Late Show with David Letterman, Late Night with Conan O’Brian czy The Ellen DeGeneres Show. Comedy Central umieściło go nawet na liście 100 najlepszych stand-uperów amerykańskich. Po występach w kilku odcinkach serialu komediowego Wszyscy kochają Raymonda, stworzonego przez jego przyjaciela Raya Romano, postanowił wyprodukować własny serial. Jego serial Diabli nadali, którego był producentem, współautorem scenariuszy i w którym grał główną rolę stał się jednym z najpopularniejszych seriali komediowych, doczekał się dziewięciu sezonów wyświetlanych przez dziewięć lat i przyniósł mu w 2006 nominację do Nagrody Emmy. Karierę filmową rozpoczął w 2005, występując u boku Willa Smitha w komedii Hitch: Najlepszy doradca przeciętnego faceta. W 2007 założył wspólnie z Jeffem Sussmanem firmę produkcyjną – Hey Eddie Productions, która podpisała dwuletnią umowę z Sony Pictures Television na produkcję seriali telewizyjnych.

## Życie prywatne
19 czerwca 2004 roku ożenił się z aktorką Steffianą de la Cruz, w Kalifornii. Para ma czwórkę dzieci, w tym Siennę-Marie i Shea Joelle.

## Filmografia
- 2016: Wspomnienia płatnego zabójcy jako Sam Larson/Mason Carver
- 2015: Piksele jako Prezydent Stanów Zjednoczonych
- 2013: Little Boy jako dr Fox
- 2013: Jeszcze większe dzieci jako Eric Lamonsoff
- 2012: Hotel Transylwania jako Frank (głos)
- 2012: Mocne uderzenie jako Scott Voss
- 2011: Heca w zoo jako Griffin Keyes
- 2011: Sekrety i grzeszki jako Nick Brannen
- 2010: Duże dzieci jako Eric Lamonsoff
- 2009: Oficer Blart jako Paul Blart
- 2008: Nie zadzieraj z fryzjerem jako sędzia
- 2007: Elmo’s Christmas Countdown jako Santa Claus
- 2007: Państwo młodzi: Chuck i Larry jako Larry Valentine
- 1998–2007: Diabli nadali jako Doug Heffernan
- 2006: Grilled jako Dave
- 2006: Krowy na wypasie jako Otis (głos)
- 2006: Straszny dom jako oficer Landers (głos)
- 2005: Hitch: Najlepszy doradca przeciętnego faceta jako Albert Brennaman
- 2004: 50 pierwszych randek jako Robotnik
- 2001: Arliss jako Kevin
- 1999: Wszyscy kochają Raymonda jako Kevin i Doug Heffernan
- 1999: Becker występy gościnne jako Doug Heffernan
- 1998: Bill Cosby Show występy gościnne jako Doug Heffernan